# Сигнал (радіозавод)
Радіозавод «Сигнал» ― російський завод з виробництва радіоелектроніки, розташований у Ставрополі, заснований у 1971 році.

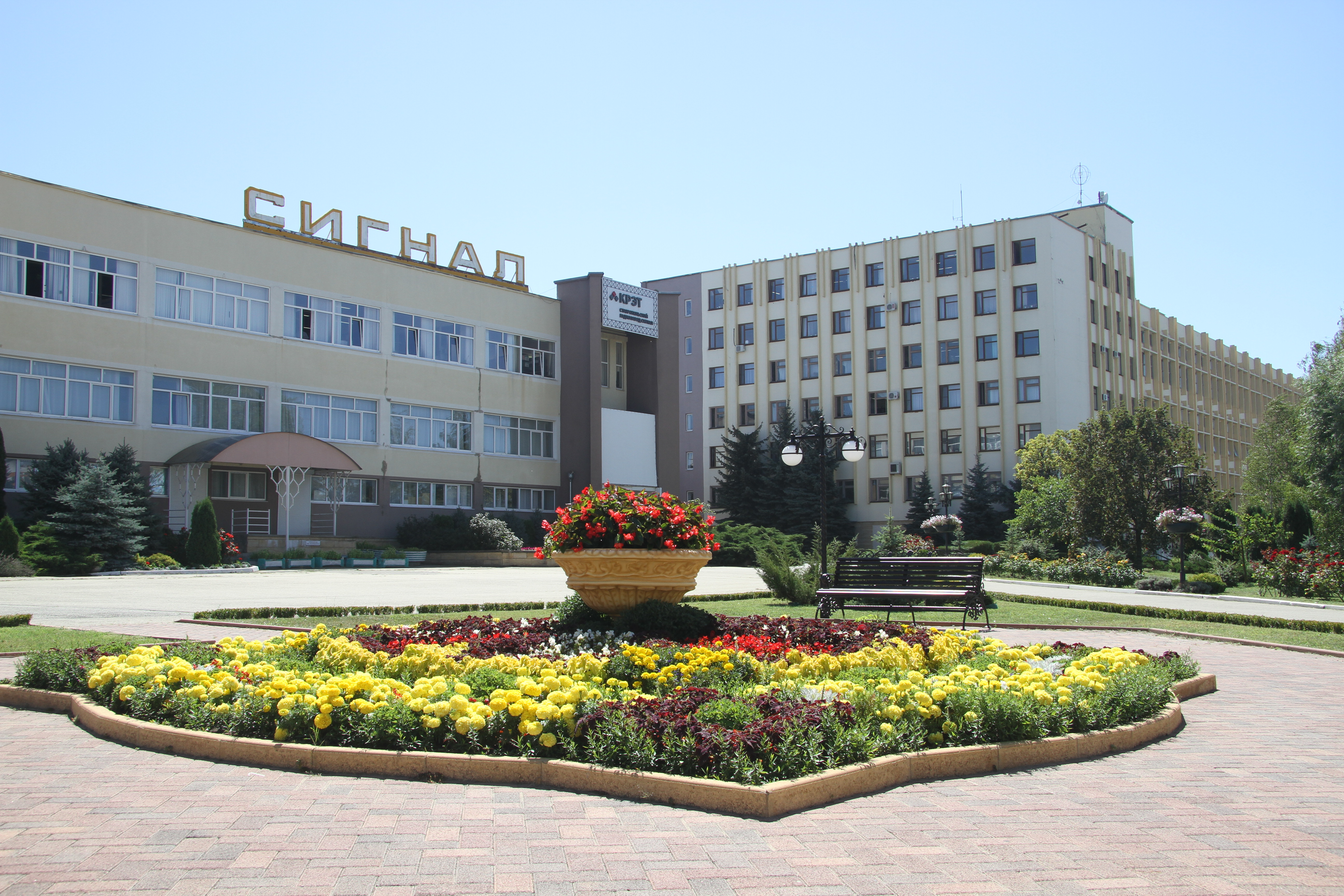
Головна будівля радіозаводу «Сигнал»

## Історія
Підприємство засноване у 1971 році, перша продукція випущена у 1973 році. Випускав продукцію як військового (наприклад, станції радіоелектронного придушення «Смальта»), так і цивільного призначення (цивільні комп'ютери ПК8000 «Веста»). З 2012 року завод входить до АТ «КРЕТ» Держкорпорації Ростех.
Завод виробляє станції активних перешкод авіаційного, наземного та морського базування, засоби катодного захисту від електрохімічної корозії, прилади обліку та розподілу електроенергії, обладнання для запобігання асфальто-смоло-парафіновим відкладенням у нафтових свердловинах та ряд інших виробів.
Через повномасштабне російське вторгнення в Україну завод знаходиться під санкціями усіх країн Євросоюзу, США, України та Японії .
26 липня 2025 року БпЛА СБУ атакували один із найбільших у РФ виробників радіоелектроніки — завод «Сигнал», який спеціалізується на виробництві різних видів РЕБів, радіолокаційної, радіонавігаційної апаратури, радіоапаратури дистанційного керування. Один з ударів припав на корпус № 2 (цех № 5), де розташоване дороге імпортне обладнання — станки на базі числового програмного управління. Друге ураження зафіксували в корпусі № 1, де обладнаний цех радіоелектронних пристроїв № 17. За повідомленням спільноти «Dnipro Osint» <Гарбуз>, аналіз наявних кадрів показали, що по заводу було влучання трьох дронів, 2 з яких — Ан-196 «Лютий», назва третього невідома, але фюзеляж дуже схожий з іранським «шахедом». Всі три влучання зафіксовано на супутникових знімках.

## Діяльність

### Продукція
- Техніка спеціального призначення
  - Станція радіопротидії для захисту літаків фронтової авіації «Гарденія».
  - « Тополь-Е» наземна станція перешкод РЛС літака далекого радіолокаційного виявлення та управління «Хокай».
- Устаткування для катодного захисту від корозії.
- Устаткування для запобігання асфальто-смоло-парафіновим відкладенням у нафтових свердловинах.
- Засоби обліку та розподілу електроенергії, води та тепла.